# Saint-Martin-sous-Vigouroux
Saint-Martin-sous-Vigouroux är en kommun i departementet Cantal i regionen Auvergne-Rhône-Alpes i mitten av Frankrike. Kommunen ligger  i kantonen Pierrefort som ligger i arrondissementet Saint-Flour. År 2022 hade Saint-Martin-sous-Vigouroux 219 invånare.

## Befolkningsutveckling
Antalet invånare i kommunen Saint-Martin-sous-Vigouroux
Referens:INSEE

## Galleri

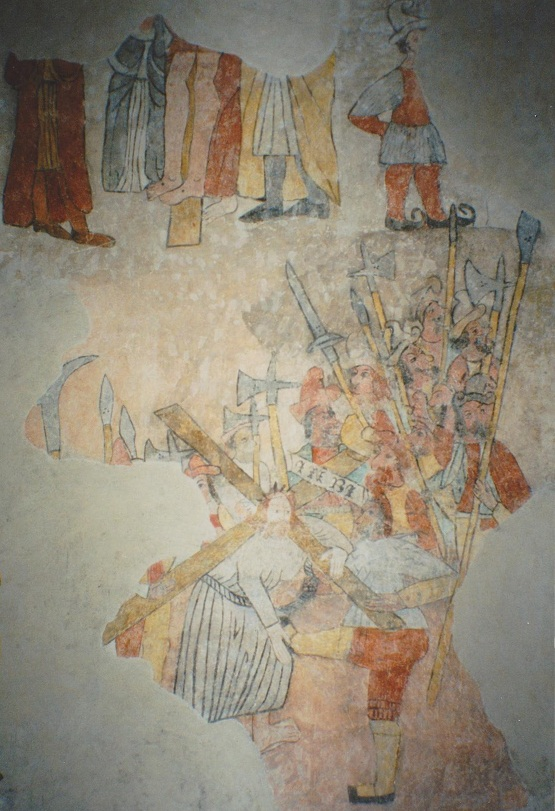